# Fasilides
Fasilides, död 1667, var kejsare av Etiopien mellan 1632 och 1667.